# Циремпілов Бальжиніма Циренжапович
Бальжиніма Циренжапович Циремпілов (рос. Бальжинима Цыренжапович Цыремпилов; бур. Бальжинима Цыренжапович Цыремпилов; нар. 9 квітня 1975 року, с. Улекчін, Закаменський район, Бурятія, СРСР) — російський спортсмен з Бурятії, представляє стрільбу із лука в індивідуальному та командному заліках, заслужений майстер спорту Росії (1998).
Багаторазовий чемпіон Європи та Росії. У збірній команді Росії з 1993 року.

## Спортивні результати
- 20 травня 1999 — Гран-Прі Європи "Золоті стріли", Анталія — 1-е місце.
- 15 червня 2000 — Чемпіонат Європи на відкритому повітрі, Анталія — 1-е місце.
- 16 вересня 2000 — 27-і Олімпійські Ігри, Сідней — 7-е місце.
- 19 березня 2001 — Чемпіонат Світу в приміщенні, Флоренція — 2-е місце.
- 9 травня 2001 — Гран-Прі Європи, Нікосія — 2-е місце.
- 22 липня 2002 — Чемпіонат Європи на повітрі, Оулу — 2-е місце.
- 5 березня 2003 — Чемпіонат Світу в приміщенні, Німс — 3-є місце.
- 13 серпня 2004 — 28-і Олімпійські Ігри, Афіни — 14-е місце.
- 4 травня 2005 — Гран Прі Європи, Анталія — 1-е місце.
- 1 квітня 2007 — 1-й етап Кубка Світу 2007, Ульсан — 3-е місце.
- 30 квітня 2007 — 2-й етап Кубка Світу 2007, Варесе — 2-е місце.
- 7 липня 2007 — 44-й Чемпіонат Світу на відкритому повітрі, Лейпциг — 2-е місце.
- 31 липня 2007 — 4-й етап Кубка Світу 2007, Дувр — 1-е місце.
- 24 листопада 2007 — Фінал Кубка Світу 2007, Дубай — 1-е місце.
- 1 квітня 2008 — 1-й етап Кубка Світу 2008, Санто Домінго — 3-є місце.
- 12 травня 2008 — Чемпіонат Європи на відкритому повітрі, Віттель — 1-е місце.
- 23 червня 2008 — 4-й етап Кубка Світу 2008, Бо — 3-е місце.
- 5 лютого 2012 — Чемпіонат Світу в приміщенні, Лас-Вегас — 2-е місце.
- 27 травня 2013 — Гран-Прі Європи 2 етап, Ечміадзін — 1-е місце.